# Vlag van Bruinisse

Vlag van Bruinisse
(1967-1997)

De vlag van Bruinisse op 20 januari 1967 door de gemeenteraad van de voormalige gemeente Bruinisse als gemeentevlag vastgesteld. De beschrijving zou kunnen luiden: 
Twee banen van gelijke lengte, de baan aan de broeking ingehoekt met acht geren van wit en zwart, in de uitwaai twee banen van gelijke hoogte van wit en groen, met op het wit een grazend hert van rood met een  hoogte van 2/5 van de vlaghoogte.
De vlag is identiek aan het gemeentewapen, zij het gekanteld, waarbij het schildhoofd naar de uitwaai is verplaatst. Het ontwerp was van de Vlaardingse vlaggenfabrikant J. Thurner.
Met de gemeentelijke herindeling van 1997 ging de gemeente deel uitmaken van de gemeente Schouwen-Duiveland. De geren komen terug in het gemeentewapen.

## Verwante afbeeldingen

Het wapen van Bruinisse

Aardenburg 
· Arnemuiden 
· Axel 
· Baarland 
· Biervliet 
· Biggekerke 
· Borssele 
· Breskens 
· Brouwershaven 
· Bruinisse 
· Burgh 
· Domburg 
· Dreischor 
· Driewegen 
· Duiveland 
· Ellewoutsdijk 
· 's-Gravenpolder 
· Groede 
· Haamstede 
· 's-Heer Abtskerke 
· 's-Heer Arendskerke 
· Hoedekenskerke 
· Hontenisse 
· IJzendijke 
· Kloetinge 
· Kortgene 
· Koudekerke 
· Krabbendijke 
· Kruiningen 
· Mariekerke 
· Meliskerke 
· Middenschouwen 
· Nieuw- en Sint Joosland 
· Nisse 
· Noordgouwe 
· Oostburg 
· Oostkapelle 
· Oud-Vossemeer 
· Oudelande 
· Ovezande 
· Poortvliet 
· Retranchement 
· Rilland-Bath 
· Ritthem 
· Sas van Gent 
· Scherpenisse 
· Schoondijke 
· Sint-Annaland 
· Sint Jansteen 
· Sint-Maartensdijk 
· Sint Philipsland 
· Sluis 
· Sluis-Aardenburg 
· Stavenisse 
· Valkenisse 
· Vogelwaarde 
· Waarde 
· Waterlandkerkje 
· Wemeldinge 
· Westdorpe 
· Westerschouwen 
· Westkapelle 
· Wissenkerke 
· Wolphaartsdijk 
· Zaamslag 
· Zierikzee 
· Zuiddorpe 
· Zuidzande